# Tetraplasandra
Tetraplasandra es un género de plantas con flores perteneciente a la familia Araliaceae. Comprende 7 especies de árboles, todas ellas endémicas de las islas Hawái.

## Taxonomía
El género fue descrito por Asa Gray y publicado en United States Exploring Expedition 1: 727. 1854. La especie tipo es: Tetraplasandra hawaiensis

## Especies
- Tetraplasandra flynnii
- Tetraplasandra gymnocarpa
- Tetraplasandra hawaiensis
- Tetraplasandra kavaiensis
- Tetraplasandra oahuensis
- Tetraplasandra waialealae
- Tetraplasandra waimeae